# Hubert Schmidt-Gigo
Hubert Schmidt-Gigo oder Fred Gigo (Geburtsname Hubert Schmidt, * 4. Juni 1919 in Waltershausen; † 12. April 2004 in Wilhelmshorst) war ein deutscher Offizier, Conférencier, Parodist, Rundfunk- und Fernsehmoderator und Motorsportreporter.

## Leben
Schmidt wuchs in Hohenstein-Ernstthal auf. Er besuchte das Realgymnasium in Chemnitz, danach arbeitete er als Patroneur und Musterzeichner, zeitweise als Tellerwäscher. 1933 hielt er sich kurzzeitig als Werkstudent in den Vereinigten Staaten von Amerika auf, wo er bei seinem Vater lebte, der dort als Vortragskünstler tätig war. Er erlernte die englische, französische und japanische Sprache.
Von 1939 bis 1945 diente Schmidt in der Wehrmacht. Den Beginn des Zweiten Weltkriegs erlebte er im September 1939 im Reichsarbeitsdienst in Polen. Im November 1939 begann er seine sechsmonatige Ausbildung zum Fahnenjunker. Im Frühjahr 1940 hatte er während des Westfeldzuges seinen ersten Fronteinsatz bei Antwerpen. Weil er allein einen Kanal durchschwamm und einen Bunker sprengte wurde er wegen „Tapferkeit vor dem Feind“ zum Gefreiten befördert und bekam das Eiserne Kreuz II. Klasse. Nach seinem nächsten Einsatz in Dünkirchen gelangte er nach Paris, wo er von seinem regulären Dienst im Wachregiment befreit wurde. Dank seiner guten Sprachkenntnisse erhielt er Sonderaufgaben wie Stadtführungen für die Generalität in Paris. Im Frühjahr 1941 wurde Schmidt-Gigos Truppenteil an die Ostfront verlegt, wo er als Leutnant und Kompanieführer im Juni 1941 am Überfall auf die Sowjetunion teilnahm. Bis zum Kriegsende wurde er als Offizier an der Ostfront eingesetzt. Er wurde sechsmal verwundet und mit allen drei Stufen des Verwundetenabzeichen ausgezeichnet. Er hielt für seinen Fronteinsatz zahlreiche weitere Militärorden. Er wurde zum Oberleutnant und am 1. November 1944 zum Hauptmann befördert.
Im Februar 1945 bekam Schmidt, mittlerweile Bataillonskommandeur, den Befehl die Bahnstrecke Königsberg–Pillau zu besetzen. Durch geschicktes Taktieren konnte er eine größere sowjetische Panzerabteilung lange genug aufhalten, sodass noch 14 Züge mit deutschen Flüchtlingen von Königsberg nach Pillau gelangen konnten. Hierfür wurde ihm am 18. März 1945 in Hohenstein-Ernstthal das Ritterkreuz des Eisernen Kreuzes verliehen. Er bekam bei der Ritterkreuzverleihung eine Eintragung ins Goldene Buch der Stadt Hohenstein-Ernstthal. Im Frühjahr 1945 geriet er in sowjetische Kriegsgefangenschaft, aus der er ein Jahr später entlassen wurde. Bei der Entlassung erhielt er alle Militärorden zurück.
Im Sommer 1945 sammelte Schmidt seine erste Bühnenerfahrung im Allotria-Varieté in Chemnitz, wo er als Ansager und Parodist auftrat. Seinen ersten Rundfunkauftritt hatte er am 22. Juni 1947 in einer Sendung mit Wilhelm Bendow und Beate Riehmann. Im Frühjahr 1946 trat er als „Fred Gigo, der rasende Reporter“ im Zirkus Aeros auf, wo er Rennfahrer und deren Maschinen parodierte. Schmidt-Gigo hatte 1949 maßgeblichen Anteil daran, dass die traditionellen Motorradrennen auf dem Sachsenring bei Hohenstein-Ernstthal nach der kriegsbedingten Pause erfolgreich wiederbelebt wurden, die er nicht nur mitorganisierte und als Streckensprecher – die „Stimme vom Sachsenring“ – kommentierte, sondern gelegentlich (erstmals 1952) selbst als Fahrer bestritt. Hiernach wurde er als Testfahrer engagiert, so für Škoda, Tatra oder Trabant. Er hatte eigene Reihen beim Deutschlandsender und beim Deutschen Fernsehfunk, so moderierte er die Fernsehsendung „Aus der Welt des Verkehrs“.
Ab 1949 stand Schmidt-Gigo unter ständiger Beobachtung des Ministeriums für Staatssicherheit (MfS). Zwischenzeitlich war vorgesehen, ihn wegen seiner Kontakte zu westlichen Rennfahrern als Inoffiziellen Mitarbeiter anzuwerben. Nachdem das MfS im Frühjahr 1964 ermittelt hatte, dass Schmidt-Gigo im Krieg als Soldat das Ritterkreuz erhalten hatte, verhängte es für ihn ein Auftrittsverbot in Rundfunk und Fernsehen und untersagte seine Auftritte am Sachsenring. Danach tingelte er als Conférencier vor allem über kleinere Bühnen.
1974 wurde Schmidt-Gigo rehabilitiert und kehrte ans Mikrofon und vor die Kamera zurück. Ab 1975 präsentierte er eigene Rundfunkreihen, darunter „Alle Neune“, „Spaß mit Freunden“, „Na denn…“. Er hatte regelmäßige Bühnenauftritte unter anderem im Steintor-Varieté in Halle (Saale), bei Programmen der Konzert- und Gastspieldirektionen (zehn Jahre mit der „Benny-Baré-Show“) sowie im sozialistischen Ausland, vor allem in der Sowjetunion, der Tschechoslowakei, in Ungarn und in Polen. Im Komitee für Unterhaltungskunst engagierte er sich in der „Nachwuchsförderung von Sprechern, Spielmeistern und Diskjockeys“.
Bei der 75-Jahr-Feier des Sachsenrings 2002 hatte Schmidt-Gigo seinen letzten öffentlichen Auftritt. 2004 gab er dem Mitteldeutschen Rundfunk (MDR) ein Interview über sein Leben. Im gleichen Jahr erlag er seinem Krebsleiden. Der MDR sendete im August 2016 eine dreißigminütige Dokumentation mit dem Titel Hubert Schmidt-Gigo. Die Sache mit dem Ritterkreuz. Ein Leben in zwei Diktaturen.

## Auszeichnungen
- Eisernes Kreuz I und II
- Verwundetenabzeichen (1939) in Schwarz, Silber und Gold[1]
- Infanterie-Sturmabzeichen[1]
- Nahkampfspange (Stufe unklar)[1]
- Ehrenblattspange des Heeres[1]
- Deutsches Kreuz in Gold[1]
- Verleihung des Ritterkreuzes am 18. März 1945 in Hohenstein-Ernstthal[1]
- Theodor-Fontane-Preis des Bezirks Potsdam[4]

## Videomaterial
- Uwe Karte: Hubert Schmidt-Gigo. Die Sache mit dem Ritterkreuz. Ein Leben in zwei Diktaturen. Ausstrahlung im MDR am 18. August 2016, 23:05 Uhr. Länge 30 Minuten.
- Fred Gigo – die Stimme vom Sachsenring. Ausstrahlung im Sachsenspiegel-Extra (MDR) am 10. Juli 2002, 19:50 Uhr. Länge 7:16 Minuten.